# Kalemegdan
Kalemegdan je najveći park u Beogradu.

## Povijest
Dominira Beogradska tvrđava iznad ušća Save u Dunav. Naziv Kalemegdan odnosi se samo na prostor oko Tvrđave koji je 1880-ih pretvoren u park.
Prostor je, dok je Tvrđava bila glavno mjesto vojnih djelovanja u Beogradu, služio da se neprijatelj locira i pričeka borbu. Od toga i ime Kalemegdan, koje potječe od turskih riječi kale ( kula ) i megdan (borba). Turci su ga nazivali i Fićir - bajir, što znači brijeg za razmišljanje.
Preuređivanje u park počelo je nakon što se Tvrđava predala Srbima (1867.), po naređenju kneza Mihaila Obrenovića. Skice za uređenje Kalemegdana napravio je prvi beogradski urbanist, Emilijan Josimović.
Zelenilo je zasađeno između 1873. i 1875. godine, kada Beogradskom tvrđavom zapovijeda pukovnik Dragutin Žabarac, ađutant Miloša Obrenovića, u doba njegove druge vladavine.
Plansko uređivanje Kalemegdana počinje 1890. Tada je vojska predala park beogradskoj općini. Ondašnji predsjednik općine, Nikola Pašić, odobrio je prvi kredit za uređivanje Kalemegdana, za 10 000 tadašnjih dinara.
Godine 1905. pristupilo se proširivanju parka, uređivanjem Malog Kalemegdana, koji se prostirao od paviljona Cvijete Zuzorić do Zoološkog vrta. Tu je sredinom 1930-tih godina postavljen spomenik Umorni borac, rad kipara Tome Rosandiča.
Prije Prvog svjetskog rata, kalemegdanski je park završavao na mjestu gdje su sada kamene stube (vode prema donjoj terasi). Zemljište iza ovih stuba je sve do 1929. bilo potpuno neuređeno i obraslo u korov.
Poslije 1931., park je proširen i na Gornji grad.
Nakon Drugog svjetskog rata, 1948. godine, na Kalemegdanu je sazidana Grobnica narodnih heroja u koju su preneseni posmrtni ostaci Ive Lole Ribara, Ivana Milutinovića i Đure Đakovića, a 1957. godine tu je pokopan i Moša Pijade.

## Znamenitosti
- više spomenika poznatim kulturnim i javnim radnicima
- Vojni muzej
- Umjetnički paviljon Cvijete Zuzorić
- Gradski zavod za zaštitu spomenika kulture
- Zoološki vrt
- dječji zabavni park
- veći broj športskih igrališta i ugostiteljskih objekata
- Prirodnjački muzej